# Верховино (Свердловская область)
Верховино — село в Тугулымском городском округе Свердловской области России.

## География
Верховино расположено в 18 километрах к востоку-северо-востоку от посёлка Тугулыма (по автодороге в 25 километрах), в долине реки Малый Кармак (левого притока реки Пышмы).

### Часовой пояс
Верховино, как и вся Свердловская область, находится в часовой зоне МСК+2. Смещение применяемого времени относительно UTC составляет +5:00.

## История
Название село получило, предположительно, из-за нахождения в верховьях Кармака.
Верховино основано Михаилом Власовичем Тишенским, крестьянином из Великого Устюга, в 1680 году (или 1670). В 1700 году в деревне проживало 32 мужчины в 14 дворах. В начале 1900-х годов в Верховино насчитывалось около 80 домов.
В 1885 году рядом с деревней проложили первую в Сибири железную дорогу.
В 1929 году организован колхоз «Победа», объединённый в 1958 году с совхозом «Октябрьский». В 1957 году был построен детский сад, а в 1966 году — средняя школа. В 1964 году открыта больница со стационаром на 20 коек, во время перестройки стационар был сокращён. С конца 1940-х годов до середины 1970-х годов с деревне работал кирпичный завод.
В 1970 году деревня Верховино стала селом. В 1980-х годах построено несколько двухквартирных кирпичных и один 16-квартирный двухэтажный дом и детский сад.
1 ноября 2007 года открыт детский сад «Солнышко» на 55 мест. В этом же году в селе организована пожарная часть ПЧ-238, переподчинённая через год ПЧ-13 Тугулыма.

## Население
| 2002 | 2010  | 2021 |
| ---- | ----- | ---- |
| 1125 | ↘1027 | ↘807 |

## Транспорт
На южной окраине села на железнодорожной линии Богданович — Тюмень расположен остановочный пункт 2102 километр. На платформе останавливаются до 6 электричек в день.

## Инфраструктура
- Верховинская средняя общеобразовательная школа № 29 им. А. Н. Корчагина[7]
- Верховинский детский сад № 14 «Солнышко»[8]
- Врачебная амбулатория[9]

## Топографические карты
- Лист карты O-41-106 Тугулым. Масштаб: 1 : 100 000. Состояние местности на 1981 год. Издание 1988 г.
- Лист карты O-41-XXIX. Масштаб: 1 : 200 000. Указать дату выпуска/состояния местности.